# Parachaeturichthys
Parachaeturichthys és un gènere de peixos de la família dels gòbids i de l'ordre dels perciformes.

## Taxonomia
- Parachaeturichthys ocellatus (Day 1873)[2]
- Parachaeturichthys polynema (Bleeker, 1853)[3][4]